# IC 783
IC 783 ist eine  linsenförmige Zwerggalaxie vom Hubble-Typ SB0/a im Sternbild Coma Berenices am Nordsternhimmel. Sie ist schätzungsweise 54 Millionen Lichtjahre von der Milchstraße entfernt und hat einen Durchmesser von etwa 20.000 Lichtjahren. Unter der Katalognummer VVC 490 wird sie als Teil des Virgo-Galaxienhaufens gelistet.

Im selben Himmelsareal befinden sich u. a. die Galaxien NGC 4312, NGC 4321, NGC 4323, NGC 4328.
Das Objekt wurde am 6. April 1888 vom US-amerikanischen Astronomen Lewis Swift entdeckt.